# Kingswear Castle (castello)
Il Kingswear Castle è una fortificazione situata nelle vicinanze di Dartmouth, nel Devon, in Inghilterra (Regno Unito). Ricordato per essere stato fra le prime fortificazioni munite di artiglieria, il Kingswear Castle appartiene oggi al Landmark Trust, che lo concede in affitto. Il castello rientra fra i Monumenti classificati di Grade I.

## Storia
Il Kingswear Castle fu costruito per proteggere la città costiera di Dartmouth, nel Devon. In epoca medievale, il porto della città, che è situato in prossimità dell'estuario del fiume Dart, era un importante rotta commerciale in grado di contenere fino a 600 imbarcazioni. I timori di un'invasione da parte della Francia si concretizzarono nella costruzione del Kingswear Castle, i cui lavori iniziarono nel 1491 e terminarono nel 1502. Nello stesso periodo fu fatto erigere, dall'altra parte dell'estuario, il castello di Dartmouth. Durante la metà del diciassettesimo secolo, il castello venne riutilizzato durante la guerra civile inglese fra le forze armate di Carlo I e i Roundhead. Dopo essersi schierata con questi ultimi, la città di Dartmouth fu conquistata dalle forze nemiche assieme al Kingswear Castle. Nel gennaio 1646, l'esercito guidato da Sir Thomas Fairfax riuscì a riconquistare Dartmouth e a catturare Sir Henry Cary, che era stato incaricato di controllare la fortificazione. Dopo molti anni in cui fu oggetto di degrado e abbandono, il Kingswear Castle fu fatto restaurare da Charles Seale-Hayne che incaricò l'architetto Thomas Lidstone di trasformare l'edificio una residenza estiva. Durante la seconda guerra mondiale, la costruzione fu utilizzata dai Royal Marines e rinforzata da un fortino in cemento. Nel 1955, il castello divenne la residenza privata di Sir Frederic Bennett e, nel 1987, passò al Landmark Trust.